# Thea
Thea ist ein weiblicher Vorname.

## Herkunft und Bedeutung
Beim Namen Thea handelt es sich um eine verselbstständigte Kurzform von Dorothea, Theodora, Theresia oder Theresa, sowie anderen Namen mit der Endung -tea bzw. -thea wie Mattea.

## Verbreitung
In Dänemark war der Name vor allem in den 2000er Jahren beliebt. Zwischen 1997 und 2013 zählte er mehrfach zu den 50 meistgewählten Mädchennamen. Den Höhepunkt erreichte die Popularität in den Jahren 2004 und 2005, als er auf Rang 37 der Hitliste stand. Im Jahr 2022 trugen 4955 Däninnen den Namen Thea.
Seit dem Jahr 2000 zählt Thea in Schweden zu den 100 beliebtesten Mädchennamen. Zuletzt stand der Name auf Rang 74 der Vornamenscharts (Stand 2023).
In Norwegen steht der Name Thea bereits seit 1987 in der Top-100 der Vornamenscharts. Zwischen 1997 und 2005 zählte er zu den 10 meistgewählten Mädchennamen und stand im Jahr 2007 an der Spitze der Vornamenscharts. Zuletzt sank seine Popularität, sodass der Name im Jahr 2022 auf Rang 35 der Hitliste stand.
In Deutschland war Thea bereits zu Beginn des 20. Jahrhunderts geläufig, geriet jedoch in den 1940er Jahren außer Mode. Seit den späten 2000er Jahren wird er wieder häufiger vergeben und nimmt an Beliebtheit zu. Im Jahr 2015 trat der Name erneut in die Top-100 der Vornamenscharts ein, sieben Jahre später erreichte er bereits Rang 39 der Hitliste. Besonders häufig wird der Name im nördlichen Teil Deutschlands vergeben.

## Varianten
Die französische Variante des Namens lautet Théa. Im Kroatischen, Slowenischen und Finnischen wird die Variante Tea verwendet. Die georgische Namensform wird თეა Tea geschrieben.
Die männliche Namensvariante lautet Theo.
Für weitere Varianten: siehe Dorothea#Varianten, Theodora#Varianten oder Theresa#Varianten

## Namenstag
Der Namenstag von Thea wird nach Thea von Gaza am 25. Juli gefeiert.

## Bekannte Namensträgerinnen
Antike
- Kleopatra Thea, genannt Euergetis (etwa 165 v. Chr. – 121 v. Chr.), ägyptische Regentin des Seleukidenreiches
- Thea von Gaza, palästinische Märtyrerin und Heilige. Sie wohnte in Gaza, wo sie mit anderen Christen beim illegalen Lesen der Bibel ertappt und nach Caesarea Maritima vor Gericht geführt wurde. Nach der üblichen Folter wurde sie (nach schriftlicher Überlieferung) am 25. Juli (etwa 308) enthauptet. Ihre Reliquien wurden in der Timotheuskirche in Gaza verehrt. Ihr Gedenktag ist der 19. Dezember.[13]

Neuzeit
- Thea Altaras, geb. Fuhrmann (1924–2004), jugoslawisch-deutsche Architektin
- Thea Arnold (1882–1966), deutsche Politikerin (Deutsche Zentrumspartei, Gesamtdeutsche Volkspartei, Bund der Deutschen)
- Thea Astley (1925–2004), australische Schriftstellerin
- Thea Beckman, eigentlich Theodora Beckmann, geb. Petie (1923–2004), niederländische Schriftstellerin
- Thea Bock, geb. Burmester (1938–2025), deutsche Politikerin (Grün-Alternative Liste Hamburg, Sozialdemokratische Partei Deutschlands)
- Thea Dorn, eigentlich Christiane Scherer (* 1970), deutsche Schriftstellerin, Dramaturgin und Fernsehmoderatorin
- Thea Dückert, geb. Wischer (* 1950), deutsche Politikerin (Bündnis 90/Die Grünen)
- Thea Eymèsz (1927–2015), deutsche Filmeditorin
- Thea Frenssen (1895–1980), deutsche Eiskunstläuferin
- Thea Garrett (* 1992), maltesische Sängerin
- Thea Gill (* 1970), kanadische Schauspielerin
- Thea von Harbou (1888–1954), deutsche Theaterschauspielerin, Drehbuchautorin und Schriftstellerin
- Thea Koch-Giebel (1929–2018), deutsche Malerin
- Thea Mørk (* 1991), norwegische Handballspielerin
- Thea Oljelund (1921–2012), schwedische Schriftstellerin und Journalistin
- Thea Rasche, eigentlich Theodora Rasche (1899–1971), deutsche Pilotin und Journalistin
- Thea Rasche (* 1990), deutsche Schauspielerin
- Thea Saefkow, geb. Theodora Brey (1910–1990), deutsche Widerstandskämpferin
- Thea Schleusner, eigentlich Dorothea Schleusner (1879–1964), deutsche Malerin und Schriftstellerin
- Thea Sybesma (* 1960), niederländische Duathletin und Triathletin
- Thea Weis (1924–1999), österreichische Schauspielerin